# Counter-Strike: Malvinas
Counter-Strike: Malvinas es una modificación del videojuego Counter-Strike: Source, desarrollada y distribuida por la empresa de alojamiento web argentina Dattatec. El mod se lanzó en todo el mundo el 4 de marzo de 2013 y utiliza el motor de videojuegos de Valve, Source.  
El videojuego rinde homenaje a la Guerra de las Malvinas de 1982, en la que murieron aproximadamente 650 soldados argentinos y 255 británicos. El mod provocó una fuerte controversia en el Reino Unido; el sitio web de Dattatec fue atacado por piratas informáticos británicos el 27 de marzo de 2013.

## Jugabilidad
Idéntico al juego de Counter-Strike: Source, el mod conserva su juego de disparos en primera persona basado en objetivos y en equipos. El objetivo del juego gira en torno a desactivar una bomba o matar a todos los miembros del equipo enemigo; el objetivo final es ganar más rondas que el equipo contrario. Una vez que los jugadores mueren, no reaparecen hasta la siguiente ronda. Cada equipo consta de dos grupos opuestos de cuatro jugadores.
El juego está ambientado en una recreación de 2013 del Puerto Argentino, la capital de las Islas Malvinas. El mapa presenta puntos de referencia como la Catedral de la Iglesia de Cristo y monumentos dedicados a la Guerra de las Malvinas. El equipo argentino aparece cerca de la catedral, mientras que el equipo británico contrario comienza en el cementerio argentino.

## Antecedentes y lanzamiento
Fernando Llorente, portavoz de Dattatec, afirmó que el 27 de marzo de 2013, dos sitios web de la empresa fueron atacados mediante DDoS, y los piratas informáticos intentaron "saturar" la conexión del dominio. Llorente reveló además que el ataque tenía una fuerza de 5 gigabits por segundo; el equivalente a 5000 PC conectándose a ambos sitios web al mismo tiempo cada segundo, aunque admitió que el equipo técnico de Dattatec finalmente bloqueó el ataque. En un comunicado emitido el 28 de marzo de 2013, Llorente afirmó que:

Generalmente, estos ataques provienen de Europa del Este y China, pero detectamos que la mayoría, aunque no todas, de las direcciones IP utilizadas esta vez eran del Reino Unido. En Dattatec recibimos habitualmente diferentes alcances de ataque, este es el primero que ha venido principalmente del Reino Unido, aunque no puedo afirmar que haya sido un caso de ciberguerra. Creemos que la diplomacia debe prevalecer entre Argentina y el Reino Unido y no tememos otro ataque: cuando alguien intenta acceder a un servidor y se bloquea, no vuelve a intentarlo.